# L'Esprit nouveau (revue)
Pour les articles homonymes, voir L'Esprit nouveau.
L'Esprit nouveau est une revue consacrée à l'esthétisme contemporain dans toutes ses manifestations architecture, peinture, littérature, fondée par Le Corbusier et Amédée Ozenfant en 1920. La revue est dirigée par Paul Dermée. Elle paraît jusqu'à la démission d'Ozenfant en 1925.

« Après le Cubisme, ils dirigent la revue L'Esprit nouveau, la grande revue internationale qui permet au Purisme de jouer, à partir de la scène parisienne, un rôle majeur entre 1920 et 1925 avec diverses contributions à la théorie de l'art. Les chapitres de Vers une architecture, sont ainsi parus dans L'Esprit nouveau avant d'être édités en 1923. Le Corbusier et Ozenfant ont très régulièrement publiés dans leur revue avec de nombreux autres collaborateurs, en recherchant une transdisciplinarité. »

## Contributeurs
- Charles-Édouard Jeanneret, architecte, urbaniste, peintre, écrivain
- Fernand Léger, peintre
- Zdzisław Milner, essayiste, traducteur

- Amédée Ozenfant, peintre
- Pierre Winter, médecin
- Gaston Goor, assistant d'Ozenfant

## Fondements de la revue
La revue se veut être la première revue du monde consacrée à l'esthétique de son temps dans toutes ses expressions en démontrant l'intérêt de l'époque et en donnant la parole à ceux qui conduisent notre civilisation.

## Thèmes[4]
- Esthétique expérimentale
- Peinture, sculpture, architecture
- Littérature, musique
- Esthétique de l'ingénieur
- Le music-hall, le cinéma, le théâtre, le costume
- Le livre, le meuble, les sports
- Esthétique de la vie moderne

### Numérisation
Les 28 numéros de la revue sont numérisés sur le site de la bibliothèque de la Cité de l'architecture et du patrimoine.